# Triumvirat
Triumvirat (latinsko triumvirātus iz trēs – tri in vir – moški) je politični režim, v katerem vladajo trije vplivni posamezniki – triumviri. Sporazum med njimi je lahko formalen ali neformalen. Triumvirji so na papirju po navadi enakopravni, v resnici pa se to zgodi zelo redko. Izraz triumvirat lahko pomeni tudi stanje s tremi vojaškimi voditelji, ki vsi trdijo, da so edini.

## Rimski triumvirati
Triumvirji so bili prvotno posebna komisija treh mož, imenovana za posebne upravne naloge, ki niso spadale med redna opravila rimskih magistratov. Triumviri capitales, na primer, so bili zadolženi za zapore in usmrtitve in so bili nekakšna mešanica policijskih nadzornikov in mirovnih sodnikov. Ustanovljeni  so bili okoli 290–287 pr. n. št..  Nadziral jih mestni pretor (praetor urbanus). Ti triumvirji so bili lahko kot tresviri nocturni odgovorni tudi za gasilsko službo.
Tričlanske komisije so se lahko imenovale tudi za druge naloge, na primer za ustanavljanje kolonij (triumviri coloniae deducendae) ali delitev zemljišč. Triumviri mensarii so služili kot javni bankirji. Celoten obseg njihovih pristojnosti leta 216 pr. n. št., ko sta bila v komisijo vključena dva  člana konzulskega ranga, je še vedno predmet razprav. Naslednja oblika tričlanske komisije so bili tresviri epulones, ki so bili zadolženi za organiziranje javnih  prireditev in praznovanj. Epulone so ustanovili leta 196 pr. n. št. in jih kasneje razširili na sedem članov (septemviri epulones).
V pozni Republiki sta bili dve tričlanski politični zavezništvi, ki ju sodobni zgodovinarji imenujejo triumvirata, čeprav se je v času njune ustanovitve samo drugo uradno imenovala triumvirat. 
- Prvi triumvirat je bila neformalna politična koalicija  Julija Cezarja, Pompeja Magna in Marka Krasa.[8] Njen namen je bil utrditev politične moči triumvirjev in njihovih privržencev proti senatorski eliti. Po Krasovi smrti leta 53 pr. n. št. je med preživelima triumvirjema izbruhnila državljanska vojna, v kateri je bil Pompej ubit, Cezar pa je postal izključni vladar kot večni diktator.

- Drugi triumvirat je bil ustanovljen 26. novembra 43 pr. n. št. z zakonom Lex Titia. Zakon je Gaja Avgusta Oktavijana, Marka Antonija in Marka Emilija Lepida zavezoval,  da ponovno vzpostavijo ustavo Rimske republike (tresviri rei publicae constituendae). Triumvirji so dobili poblastila za sprejemanje in ukinjanje zakonov brez odobritve senata ali ljudstva (plebejska skupščina) in imenovanje magistratov po svoji volji. Pritožbe na njihove odločitve niso bile mogoče. Ustavni mehanizmi republike z Lex Titia niso bili nepreklicno odpravljeni, vendar niso bili nikoli več ponovno sprejeti.[9] Lepid je bil izločen kmalu po ustanovitvi triumvirata, Mark Antonij pa leta 30 pr. n. št. naredil samomor, tako da je Oktavijan postal izključni vodja rimske države.

V dobi principata je včasih vodil glavno magistraturo  kolegij treh magistratov, oblikovan kot triumvirat.

## Drugi triumvirati
Oblika triumvirata se je v zgodovini pogosto ponovila, predvsem v latinskih državah, ki so se več ali manj smatrale za potomce starih Rimljanov. Tako sta v italijanski zgodovini znana predvsem dva triumvirata. Prvi je iz leta 1332, ko so se združili dediči milanskega sinjorja Galeazza I. Viscontija. Po smrti glavnega od njih, Azzona Viscontija (1339), sta preostala triumvira upravljala milansko državico do smrti (1349. oziroma 1354.), nakar je oblast prešla na upravičene dediče Visconti, spet tri brate. Od teh je prvi, Matteo II., kmalu umrl, ostala dva sta ostala na oblasti do smrti, Galeazzo II. leta 1378 in Bernabò leta 1385. Triumvirat se ni ponovil. 
Drugi italijanski triumvirat je iz leta 1849, ko je z odstranitvijo papeške posvetne oblasti nastala Rimska republika na ozemljih mesta Rima, Lacija, Umbrije in Mark. Na čelo nove republike so bili postavljeni Carlo Armellini, Giuseppe Mazzini in Aurelio Saffi. Triumvirat je ostal na oblasti le štiri mesece, to je do formalnega konca republike, ko so jo zasedli Francozi. 
V Dominikanski republiki je bil triumvirat uveden dvakrat, leta 1866 za tri mesece in leta 1963 za poldrugo leto. V Nikaragvi je med vladanjem diktatorja Somoze (1967-1972 in 1974-1979) bila uradna oblast v rokah triumvirata za dve leti in pol. Pred ustanovitvijo današnje države Argentine so se med letoma 1811 in 1815 vrstili na oblasti trije triumvirati, prvi za eno leto, drugi za šestnajst mesecev, tretji za deset dni.
Razen triumviratov v latinskih državah je vredno omeniti angleške baronske koalicije in sovjetske trojke.
V Angliji lahko govorimo o triumviratu med Drugo baronsko vojno 1263–65, v kateri so se nekateri baroni uprli kralju Henriku III. zaradi njegove finančne potratnosti. Po bitki pri Lewesu, v kateri so baroni porazili in ujeli kralja, so sklenili triumvirat voditelji Simon de Montfort, 6. grof Leicester, Gilbert de Clare, 6. grof Hertford in Stephen Bersted, škof Chichestra. Triumvirat se je obdržal pol leta, nakar je Gilbert de Clare zaradi vedno večjega samodrštva Simona de Montforta prestopil na stran rojalistov in s tem dejanjem spodnesel tla upornim baronom. 
Z nazivom trojka, ki je ruski prevod besede triumvirat, se je v povojni politiki označevalo sodelovanje med sovjetskimi predsedniki republike, vlade in stranke. Najbolj znana je bila trojka Malenkov-Berija-Hruščov, ki je leta 1953 nasledila Stalinovo diktaturo, a ni dolgo ostala na oblasti: Berija je bil usmrčen še istega leta, ostala dva sta sodelovala še dve leti, nato je bil Malenkov odstranjen in Hruščov je postopoma prevzemal vso oblast, dokler ni leta 1958 uradno prevzel funkcije republiškega predsednika, prvega ministra in partijskega sekretarja. 
Danes se imenuje trojka evropsko nadzorno telo, ki ga sestavljajo predstavniki Evropske komisije, Evropske centralne banke in Mednarodnega denarnega sklada.